# Louis-Marie Walle Lufungula
 (juillet 2020).
Si vous disposez d'ouvrages ou d'articles de référence ou si vous connaissez des sites web de qualité traitant du thème abordé ici, merci de compléter l'article en donnant les références utiles à sa vérifiabilité et en les liant à la section « Notes et références ».
Louis-Marie Walle Lufungula, est un homme d’affaires, homme politique congolais et gouverneur de la province de la Tshopo.

## Biographie
Louis-Marie Walle Lufungula, est né à Yangambi, territoire d'Isangi, dans la province de la Tshopo. Il commence ses études primaires à l’Institut Champagnat, aujourd’hui EP Mwangaza de Kisangani, pour aller terminer à Bunia dans la province de l'Ituri en 1976. Il fait ses études secondaires option latin-philosophie au collège Sacré-Cœur de Kisangani (Institut Maele) où il décroche son diplôme d’État en 1983.

### Carrière politique
En 1990, Louis-Marie Walle Lufungula est affecté au parquet de grande instance de Goma. Promu au grade de 1er substitut du procureur de la République, il est ensuite versé au siège comme juge au tribunal de grande instance de Goma (Nord-Kivu). Il est coopté comme député national au sein du parlement de Transition 1+4 pour le compte de la composante ex-gouvernement, jusqu’en 2006.
En janvier 2009, Walle est nommé conseiller au cabinet du chef de l’État, au sein du collège chargé des questions politiques et diplomatiques jusqu’au 13 avril 2013, élu gouverneur de la province de la Tshopo[pas clair].

### Gouverneur de la province de la Tshopo
Louis-Marie Walle Lufungula succède ainsi à Constant Lomata au poste de gouverneur de la Tshopo.
En juin 2020, il est accusé par les députés de l'assemblée provinciale de la Tshopo de la mauvaise gestion et de détournement des fonds destinés à la lutte contre le Covid-19 et aux travaux du programme de 100 jours initié par le chef de l'État. Une motion de défiance est votée par l'assemblée à la suite de toutes ces accusations. Il est aussi critiqué pour la répression d'une manifestation en juillet.
Les griefs formulés par l'initiateur de sa motion de déchéance est entre autres « une gestion opaque et calamiteuse » des finances publiques ainsi que le détournement de 2,5 millions de dollars américains .
En août 2021, Walle Lufungula est accusé de tentative de détournement des fonds (à hauteur de 21 000 dollars américains) qui visaient à dédommager les victimes de la guerre des six jours qu'a connu la ville de Kisangani lors des affrontements meurtriers entre l'armée ougandaise et rwandaise en juin 2000.

## Vie privée
Il est marié à Bijoux Kaiko Bahati. Il est père de 5 enfants[réf. nécessaire].

## De la destitution au gouvernorat
Louis-Marie Walle Lufungula, Gouverneur de la province de la Tshopo, a été destitué un jeudi 15 avril 2021 à l’Assemblée provinciale. Avec un total des 17 députés présents dans la salle de plénière sur les 28 qui composent l’organe délibérant ont tous voté pour le départ du Gouverneur.
Le gouverneur de la Tshopo était visé par une motion de défiance initiée par la députée Tryphène Saidi Mabikinyambey, élue du territoire de Bafwasende. Plusieurs griefs lui sont reprochés dont la megestion.
Il est a rappelé qu’en 2020, une première tentative de faire partir le gouverneur Wale n’avait abouti. La plénière a été conduite par le bureau de cet organe délibérant au complet, après avoir échappé quelques heures plus tôt à une destitution. Les 5 membres du bureau étaient visés par des pétitions et ont été maintenus après vote.